# Wright R-1820
El Wright R-1820 Cyclone 9 fue un motor radial estadounidense desarrollado por Curtiss-Wright, ampliamente utilizado en aviones desde 1930 a 1950.

## Historia
El R-1820 Cyclone 9 fue un desarrollo del Wright P-2 de 1925. Con una mayor cilindrada y una serie de mejoras, el R-1820 entró en producción en 1931. El motor se mantuvo en producción hasta bien entrado el decenio de 1950.
El R-1820 fue construido bajo licencia por Lycoming, Pratt & Whitney Canada y durante la Segunda Guerra Mundial por Studebaker Corporation. La Unión Soviética adquirió una licencia del diseño, creándose la Shvetsov OCK para fabricarlo con la designación M-25.
El R-1820 está en el corazón de muchos famosos aviones incluidos los primeros aviones Douglas (prototipo DC-1, el DC-2, primeras versiones civiles del DC-3, y el DC-5 de producción limitada), B-17 Flying Fortress y SBD Dauntless, las primeras versiones del Polikarpov I-16 (como M-25), y el helicóptero Piasecki H-21.
El R-1820 también fue utilizado, en forma limitada, en vehículos blindados en dos versiones. El G-200 era un motor radial a gasolina de 9 cilindros que desarrollaba 900 cv a 2300 rpm, propulsando al tanque pesado M26 Pershing. El Wright RD-1820 fue convertida a ciclo diésel por Caterpillar Inc, recibiendo la designación D-200, entregando 450 cv a 2.000 rpm, propulsando al tanque medio M4A6 Sherman.

## Modelos/Variantes
El número de variante que finaliza con W indica que el motor está equipado con un sistema de inyección de agua-metanol para suministrar potencia adicional en casos de emergencia.
- R-1820-04 - 700 hp (522 kW)
- R-1820-1 - 575 hp (429 kW)
- R-1820-4 - 770 hp (574 kW)
- R-1820-19 - 675 hp (503 kW)
- R-1820-22 - 950 hp (708 kW)
- R-1820-25 - 675 hp (503 kW) , 750 hp (559 kW), 775 hp (578 kW)
- R-1820-32 - 1.000 hp (750 kW)
- XR-1820-32 - 800 hp (596 kW)
- R-1820-33 - 775 hp (578 kW)
- R-1820-34 - 940 hp (701 kW) , 950 hp (708 kW)
- R-1820-34A - 1200 hp (895 kW)
- R-1820-40 - 1.100 hp (820 kW), 1200 hp (895 kW)
- R-1820-41 - 850 hp (634 kW)
- R-1820-45 - 800 hp (596 kW) , 930 hp (694 kW)
- R-1820-50 - 850 hp (634 kW)
- R-1820-52 - 1.000 hp (750 kW)
- R-1820-53 - 930 hp (694 kW), 1.000 hp (750 kW)
- R-1820-56 - 1200 hp (895 kW), 1350 hp (1007 kW)
- R-1820-57 - 1.060 hp (790 kW)
- R-1820-60 - 1200 hp (895 kW)
- R-1820-62 - 1350 hp (1,007 kW)
- R-1820-66 - 1200 hp (895 kW), 1350 hp (1.007 kW)
- R-1820-72W - 1350 hp (1.007 kW), 1.425 hp (1063 kW)
- R-1820-74W - 1.500 hp (1.118 kW)
- R-1820-76A,B, C, D - 1.425 hp (1.063 kW)
- R-1820-78 - 700 hp (522 kW)
- R-1820-80 - 700 hp (522 kW), 1535 hp (1145 kW)
- R-1820-82WA - 1.525 hp (1137 kW)
- R-1820-86 - 1.425 hp (1063 kW)
- R-1820-97 - 1200 hp (895 kW), con compresor mixto (un compresor manejado por el motor más otro manejado por los gases de escape)
- R-1820-103 - 1.425 hp (1,063 kW)
- SCR-1820-F3 - 710 hp (529 kW) , 720 hp (537 kW)
- SCR-1820-F2 - 720 hp (537 kW)
- R-1820-F53 -770 hp (574 kW)
- R-1820-F56 - 790 hp (589 kW)
- GR-1820-G2 - 1.000 hp (750 kW)
- R-1820-G3 - 840 hp (626 kW)
- R-1820-G5 - 950 hp (708 kW)
- R-1820-G101 - 1.100 hp (820 kW)
- R-1820-G102 - 775 hp (578 kW)
- GR-1820-G102A - 1.100 hp (820 kW)
- R-1820-G102A - 1.100 hp (820 kW)
- R-1820-G102A - 1.100 hp (820 kW)
- R-1820-G202A - 1200 hp (895 kW)
- R-1820-G103 - 1.000 hp (750 kW)
- R-1820-G105 - 1.000 hp (750 kW)
- R-1820-G205A - 1200 hp (895 kW)

## Especificaciones (GR-1820-G2)
Nota

### Características
- Tipo: motor radial de 9 cilindros sobrealimentado, refrigerado por aire
- Diámetro: 155,6 mm
- Carrera: 174 mm
- Desplazamiento: 29.880 cc
- Longitud: 1200 mm
- Diámetro: 1.400 mm
- Altura: 1.400 mm
- Peso en vacío: 605 kg

### Componentes
- Válvulas: Dos válvulas a la cabeza por cilindro, la válvula de escape estaba refrigerada por sodio
- Compresor: Centrífugo de una etapa y dos velocidades, relación 7,134:1 a baja velocidad y 10,04:1 a alta velocidad
- Alimentación: carburador Stromberg PD12K10 de tiro vertical con control de mezcla  automático
- Tipo de combustible: 90 octanos
- Sistema de lubricación: cárter seco, con una bomba de presión y una de descarga
- Sistema de refrigeración: por aire

### Prestaciones
- Potencia de salida: 1000 hp (750 kW) a 2.600 rpm a 1220 m para el despegue
- Potencia específica: 43,35 hp/l (32,5 kW/l)
- Relación de compresión: 6,55:1
- Relación potencia-peso: 2,16 hp/kg (1,60 kW/kg)

## Aplicaciones
Aviones
- Boeing B-17 Flying Fortress
- Boeing C-75
- Brewster F2A
- Curtiss SBC Helldiver
- Curtiss SC Seahawk
- Curtiss-Wright CW-21
- Douglas A-33
- Douglas B-18
- Douglas DC-2
- Douglas DC-3 (DST, G-102 and G-202)
- Douglas DC-5
- Douglas SBD Dauntless
- FMA AeMB.2 Bombi
- General Motors FM-2 Wildcat
- Grumman HU-16 Albatross
- Grumman J2F Duck
- Grumman S-2 Tracker
- Lockheed Lodestar
- Lockheed Hudson
- Martin B-10
- Martin M-156
- North American O-47
- North American P-64
- North American T-28 Trojan
- Piasecki H-21
- Ryan FR-1 Fireball
- Sikorsky H-34 Choctaw

Vehículos
- Tanque pesado M6
- M4A6 Sherman
- M26 Pershing